# Moviment Democràtic de Dones
El Moviment Democràtic de Dones o Moviment de Dones Democràtiques (abreujat MDD) es va inspirar en el Movimiento Democrático de Mujeres, creat a Madrid pel Partit Comunista d'Espanya l'any 1964. L'MDD es va formar a Catalunya quan el nucli de dones del PSUC es va unir amb altres activistes comunistes d'origen obrer, que tenien marits que eren militants sindicalistes. A més, van entrar en contacte amb un grup de treballadores de grups cristians progressistes, la majoria de les quals treballava a Làmpades Z. Es van formar nuclis de l'MDD a diverses localitats, com Barcelona, Terrassa, l'Hospitalet de Llobregat i Badalona.
Entre d'altres personalitats els nuclis catalans varen ser fundats per Manuela Carmena, Montserrat Roig i Mercè Olivares.